# (32570) Peruindiana
(32570) Peruindiana (2001 QZ71) – planetoida z pasa głównego asteroid okrążająca Słońce w ciągu 4,18 lat w średniej odległości 2,59 j.a. Odkryta 20 sierpnia 2001 roku.